# Dennehotso, Arizona
Dennehotso, Arizona (енгл. Dennehotso) насељено је место без административног статуса у америчкој савезној држави Аризона.

## Демографија
По попису из 2010. године број становника је 746, што је 12 (1,6%) становника више него 2000. године.
| Група             | 2000.    | 2010.     |
| Белци             | 6 (0,8%) | 0 (0,0%)  |
| Афроамериканци    | 0 (0,0%) | 0 (0,0%)  |
| Азијати           | 0 (0,0%) | 0 (0,0%)  |
| Хиспаноамериканци | 2 (0,3%) | 20 (2,7%) |
| Укупно            | 734      | 746       |